# Tympanotriba vittata
Tympanotriba vittata är en insektsart som beskrevs av Piza Jr. 1971. Tympanotriba vittata ingår i släktet Tympanotriba och familjen vårtbitare. Inga underarter finns listade i Catalogue of Life.